# Julia Wolfe

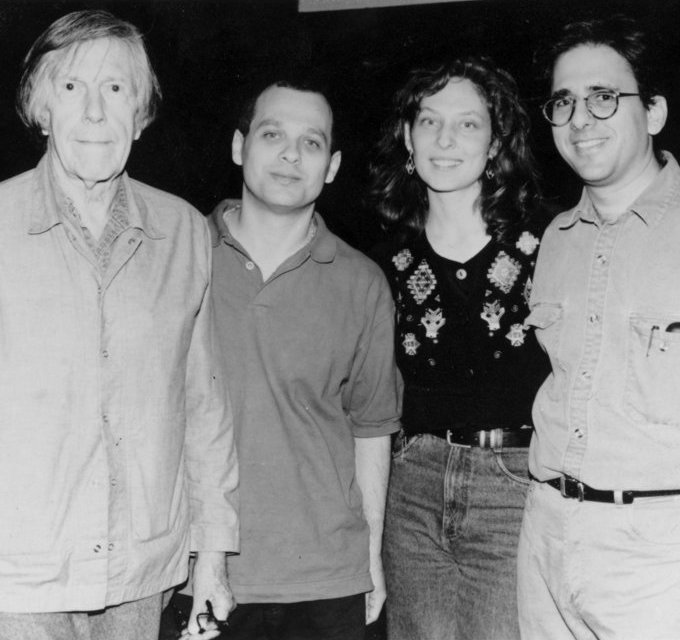
La joven Julia Wolfe con los compositores John Cage, David Lang y Michael Gordon

Julia Wolfe (Philadelphia, 18 de diciembre de 1958) es una compositora estadounidense cuya música frecuentemente se categoriza dentro del post-minimalismo, y cuyas obras muchas veces reflejan temas históricos y sociales de los Estados Unidos. Es miembro fundadora de Bang on a Can, una organización para la difusión y creación de la música contemporánea con sede en Nueva York.
Recibió en el 2015 el premio Pulitzer por su cantata para coro y ensemble Anthracite Fields, y en 2016 fue elegida por la fundación MacArthur para recibir uno de sus premios dirigidos a personas que han mostrado "originalidad y dedicación extraordinarias en su trabajo artístico y una marcada capacidad de autogestión".

## Educación y Carrera
Como adolescente recibió clases de piano, sin embargo, comenzó a estudiar música seriamente en la Universidad de Míchigan, donde recibió el grado de Bachiller en música y teatro en 1982. En un viaje a Nueva York conoce a los compositores Michael Gordon y David Lang, ambos alumnos de la escuela de música de Yale, quienes la convencen de aplicar a dicha institución. En 1984 asiste a Yale como alumna del compositor Martin Bresnick. En 1986 recibe su Máster en música de dicha universidad, y el año siguiente funda, junto a Gordon y Lang, el colectivo Bang on a Can.
En 2012, recibe un doctorado en composición por parte de la Universidad de Princeton. Fue profesora de composición adjunta en la Manhattan School of Music, y actualmente es profesora de composición en la Steinhardt School de la Universidad de Nueva York desde el año 2009.

## Vida personal
Está casada con el compositor Michael Gordon desde 1984 y juntos tienen dos hijos. Reside en Manhattan.